# Ривера, Сулейка
Сулейка Херрис Ривера Мендоса (исп. Zuleyka Jerrís Rivera Mendoza; род. 3 октября 1987 года) — пуэрто-риканская фотомодель и актриса, королева красоты, победительница конкурсов Мисс Пуэрто-Рико и Мисс Вселенная 2006.
С 2010 года встречалась с игроком НБА Хосе Хуаном Бареа. 18 февраля 2012 года родила сына, которого назвали Себастьян Хосе Бареа Ривера (исп. Sebastián José Barea Rivera). В 2013 году пара рассталась.

## Юность
Родившаяся в Кайей, она провела детство в Салинасе вместе со своими родителями Джерри Риверой и Кармен Мендосой и двумя братьями Джерри-младшим и Хосе Ривера Мендосой. До завоевания титула Мисс Пуэрто-Рико она участвовала в местном театрализованном представлении в родном городе Салинас. Она также заняла первое место в конкурсе мисс Тин Пуэрто-Рико. Ей было всего лишь восемнадцать лет, когда она была коронована Мисс Вселенная. Ривера - одна из самых молодых женщин, завоевавших этот титул. Она также является первой победительницей из Пуэрто-Рико, у которой есть смешанные (африканские и коренные) особенности, отличающие ее  от четырех предшественниц (Марисол Маларет, Дебора Карти-Деу, Даянара Торрес и Дениз Киньонес), которые имеют отчетливо европейские черты.

## Конкурс
На конкурсе Мисс Пуэрто-Рико Вселенная 2006, Ривера представляла свой родной город Салинас, который состоялся 10 ноября 2005 года, где она была коронована победительницей прошлого конкурса и первой вице-мисс конкурса Мисс Вселенная 2005, Синтией Олаваррия.

## Мисс Вселенная 2006
Зулейка Ривера представляла Пуэрто-Рико на конкурсе «Мисс Вселенная 2006», который транслировался в прямом эфире на международном уровне из «Шрайн-Аудиториум» в Лос-Анджелесе, штат Калифорния, 23 июля 2006 года. После соревнований в купальниках, вечерних платьях и интервью она была коронована мисс Вселенная, бывшей обладательницей титула Натали Глебовой из Канады. В то время она была самой молодой победительницей Мисс Вселенная после Амелии Веги в 2003 году (до Стефании Фернандес в 2009 году).
Вечером того же дня Ривера потеряла сознание во время пресс-релиза. По сообщениям, этот инцидент был связан с  эмоциональным истощением в сочетании с весом тяжелого платья.
Ривера была пятой пуэрториканкой, выигравшей титул, что делает остров третьим самой успешной страной (после Соединенных Штатов и Венесуэлы). Ривера был третьей подряд участницей из Пуэрто-Рико, попавшей в пятерку лучших на Мисс Вселенная, после того, как Альба Рейес заняла 3-е место в 2004 году, а Синтия Олаваррия – 2-е место в 2005 году.
Победа Риверы произошла всего через пять лет после того, как Дениз Киньонес, самая последняя победительница из Пуэрто-Рико, завоевала корону. Как Мисс Вселенная, Ривера представляла Организацию Мисс Вселенная, как в Соединенных Штатах, так и за рубежом. Она жила в Нью-Йорке, где она делила квартиру с Тарой Коннер, мисс США и Кэти Блэр, мисс Тин США 2006.
На конкурсе Мисс Вселенная 2007 она передала свою корону Рие Мори из Японии. Конкурс прошёл в Мехико, Мексика, 28 мая 2007 года.

## Царствование
После того, как 23 июля 2006 года она была коронована в Лос-Анджелесе, Сулейка давала интервью многим новостным командам в Лос-Анджелесе, и когда она прибыла в свой новый дом в Нью-Йорке.
С конца июля до начала августа Сулейка была Японии, где она вручала премию «Пять звезд бриллиантов» в отеле Mandarin Oriental в Токио. Она также участвовала в фотосессии с Курарой Чибаной в Сан-Хуане, Пуэрто-Рико и в Токио, Япония. Мисс Вселенная Япония Кукара Кибана и Сулейка также посетили Микимото, создателей ее ослепительной короны. В конце августа Зулейка поехала в Индонезию, где присутствовала на открытии нового спа-салона, встретилась с министром культуры и посетила конкурс «Мисс Индонезия Вселенная», где короновала Агни Пратиштха. Находясь в Индонезии, Сулейка также посетила Бали. 4 сентября 2006 года Зулейка вернулась в Пуэрто-Рико, на официальное празднование возвращения домой. На следующий день Сулейка вернулась в свой родной город Салинас.
По состоянию на апрель 2007 года Зулейка посетила Чешскую Республику, Францию, Италию, Россию, Испанию, Турцию, Грецию, Казахстан, Индию, Мексику, Таиланд, Бразилию, Пуэрто-Рико, Японию и Индонезию, а также многочисленные поездки по Соединенные Штаты.
1 апреля 2007 года Ривера появилась на WrestleMania вместе с Мисс США 2007 Рэйчел Смит и Мисс Тин США 2006 Кэти Блэр, поддерживая Дональда Трампа в матче «Битвы миллиардеров» против Винса МакМахона.
Она передала свою корону японке Рийо Мори на конкурсе «Мисс Вселенная 2007», который состоялся в Мехико, Мексика, 28 мая 2007 года.

## Актерская карьера
Закончив свое правление в качестве мисс Вселенная, Ривера выразила заинтересованность в актерской карьере. Она дебютировала в 2007 году в теленовелле Dame Chocolate с Карлосом Понсе и Карлой Монройг. В 2010 году ей предложили роль антагонистки Росио Линч в теленовелле Alguien Te Mira. Позже в том же году она снялась в Авроре в роли другого антагонистки, Дианы дель Валье.
После небольшого перерыва в связи с беременностью Ривера вернулась к актерскому карьере в 2012 году с ведущей ролью в Росарио. Ривера снова играет роль антагонистки Сандры Диас.   В одном из интервью Ривера сказала, что признала, что обладает «навыками для такого рода [антагонистических] ролей ... Я справляюсь с ними».

## Фильмография

### Фильмы
| Год  | Название                   | Роль                | Также            |
| ---- | -------------------------- | ------------------- | ---------------- |
| 2010 | Qué despelote! la película | Себя / Receptionist | Cameo appearance |

### Телевидение
| Год  | Название              | Роль            | Notes                          |
| ---- | --------------------- | --------------- | ------------------------------ |
| 2007 | Dame chocolate        | Betsy Marvel    |                                |
| 2007 | Beyaz Show            | Herself         | 1 эпизод                       |
| 2010 | Minute to Win It      | Herself         | Эпизод: "Last Beauty Standing" |
| 2010 | Aurora                | Diana del Valle |                                |
| 2010 | Alguien te mira       | Rocío Lynch     | 20 эпизодов                    |
| 2013 | Rosario               | Sandra Díaz     |                                |
| 2014 | Cosita linda          | Viviana Robles  |                                |
| 2015 | La revista de Zuleyka | Себя            | Host                           |